# 에밀 하들프레드손
에밀 할프레드손(아이슬란드어: Emil Hallfreðsson, 1984년 6월 29일 ~ )은 아이슬란드의 전 축구 선수다.